# رامون تشاو
رامون تشاو (بالإسبانية: Ramón Chao Rego)‏ هو صحفي وكاتب إسباني، ولد في 21 يوليو 1935 في Vilalba ‏ في إسبانيا، وتوفي في 20 مايو 2018 في برشلونة في إسبانيا.